# Ringe
Ringe je mesto na Danskem, ki leži v istoimenski občini na otoku Funen.